# Lavrentievite
La lavrentievite è un minerale. Forma una serie con l'arzakite.